# Tierra Playa
Tierra Playa är en ort i Mexiko.   Den ligger i kommunen Atlapexco och delstaten Hidalgo, i den sydöstra delen av landet, 190 km norr om huvudstaden Mexico City. Tierra Playa ligger 179 meter över havet och antalet invånare är 223.
Terrängen runt Tierra Playa är huvudsakligen kuperad. Tierra Playa ligger nere i en dal. Runt Tierra Playa är det ganska tätbefolkat, med 96 invånare per kvadratkilometer. Närmaste större samhälle är Huejutla de Reyes, 15,6 km norr om Tierra Playa. I omgivningarna runt Tierra Playa växer i huvudsak städsegrön lövskog.